# KTM・クロスボウ
クロスボウ (X-BOW) は、オーストリアのオートバイブランドであるKTMが開発したスポーツカーである。

## 解説

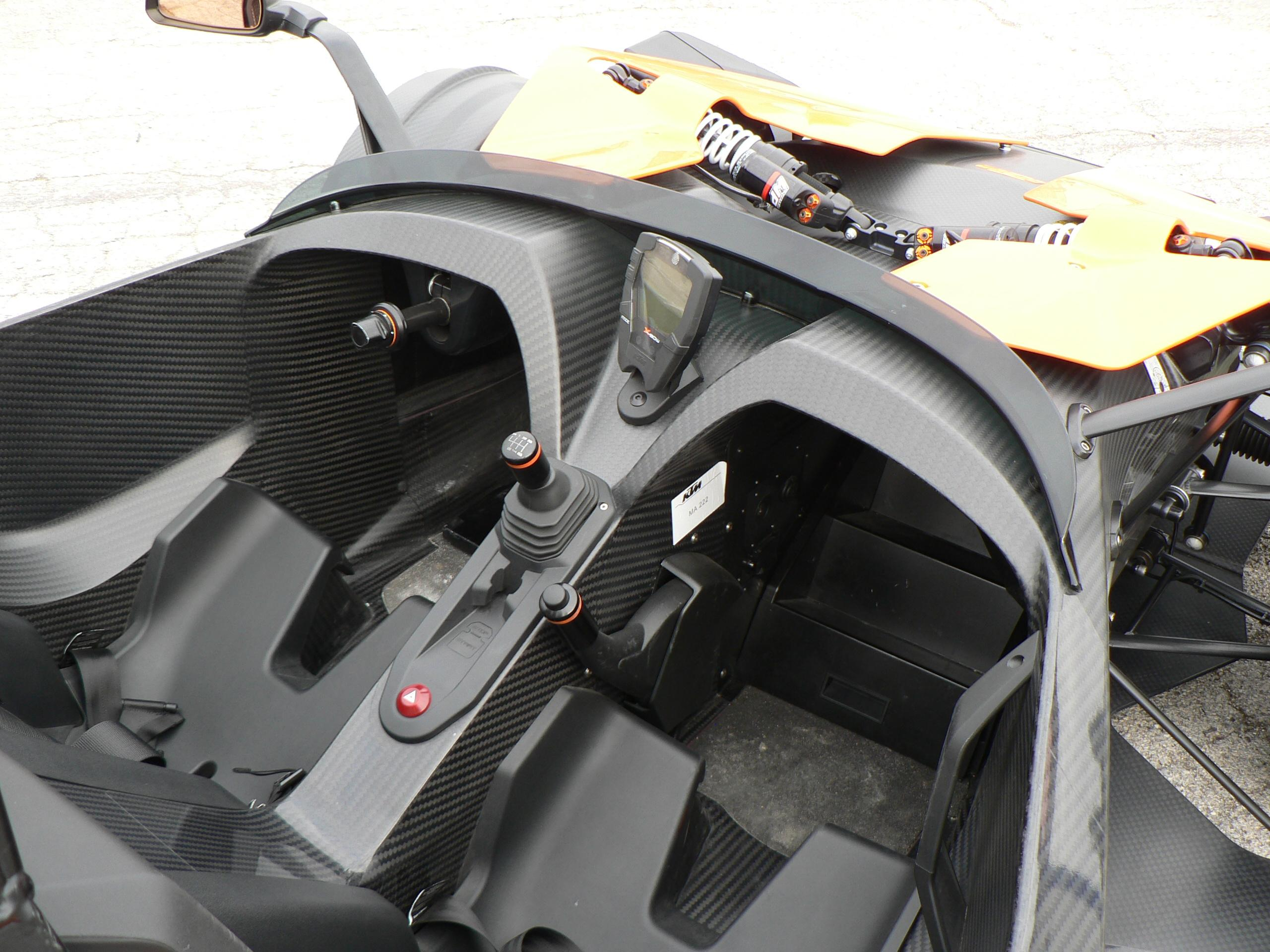
カーボンモノコック構造がよく分かるコックピット

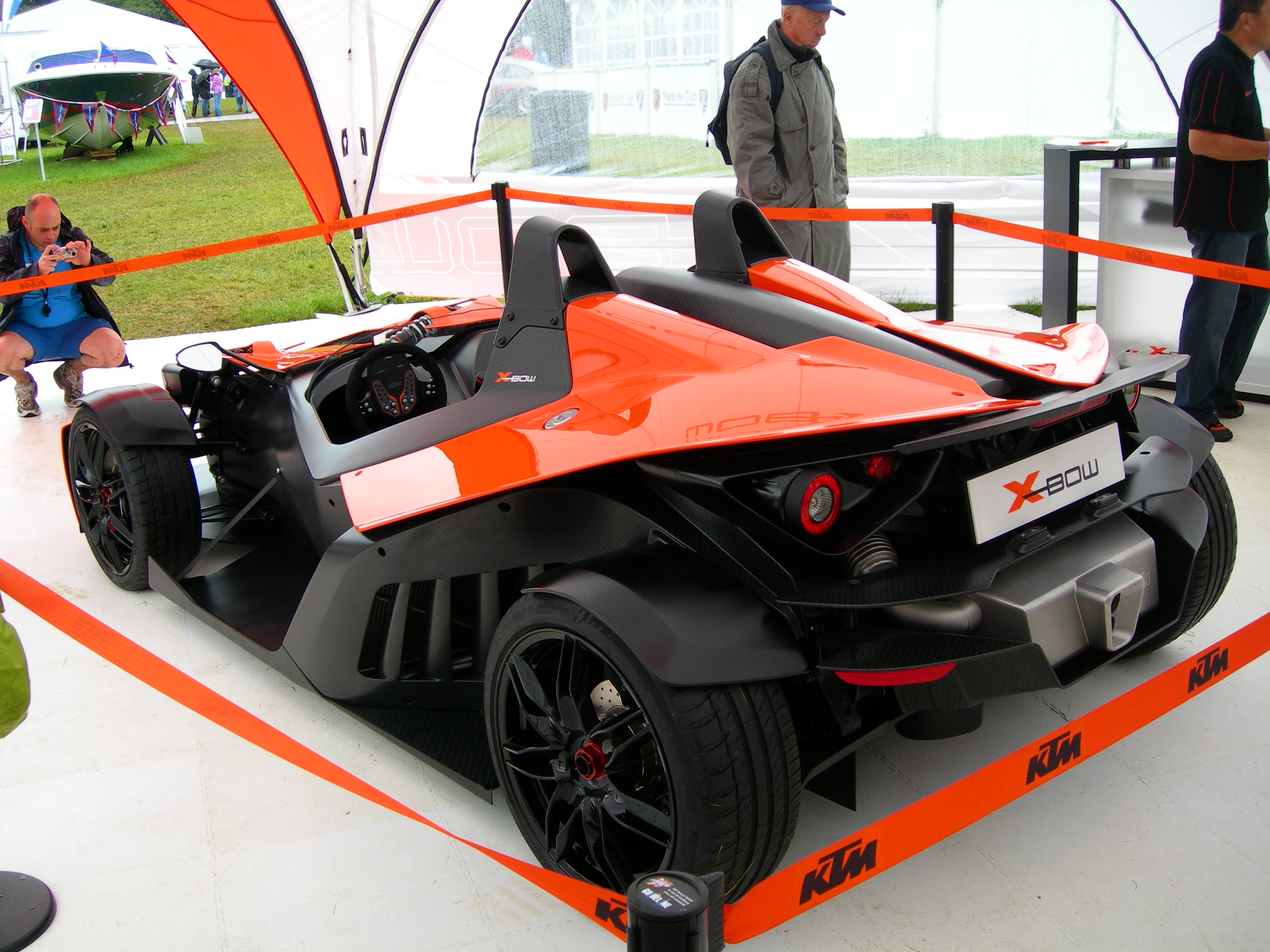
多くの風洞実験により強大なダウンフォースを発生するデザイン

クロスボウは2007年のジュネーブショーで発表され、翌2008年より市販開始。イタリアのレーシングカーコンストラクターであるダラーラ、ザルツブルクのキスカデザイン、ドイツのアウディなどと共同で開発された。ダラーラによるレーシングスペックのカーボンモノコックシャシーを持ち、センターロック式のホイール、ブレンボ製ブレーキを採用している。200 km/hで193 kgのダウンフォースを発生する。コースに合わせて選択できる複数のサスペンションやレースタイヤなどが用意されている。
フォルクスワーゲングループから供給されたインタークーラー付きターボチャージャー1,984 cc直噴TFSIエンジンを搭載。最大出力240 PS/5,500 rpm、最大トルク310 Nm/2,200 - 5,400 rpmを発生する。車重は最軽量のモデルで790 kg。
エンジンの始動はスマートエントリーに対応しているが、その後の操作は一般的な自動車と比べると独特で多少手間がかかる。助手席側にある差し込み口に入れての始動も可能。デジタル式のセンターメーター（同社のRC8Rからの流用品）が搭載されており、速度やエンジンの回転数だけでなく、車両にかかる横Gなどが表示できる。またレースモードに切り替えると、周回ラップなどレースで重要な情報を表示できる。
公道走行が可能な一方で、GT4とGT-XRを除いて、屋根はなく幌もオプションを含め用意されない（駐車時に雨を防ぐカバーは存在する）。また、トランクスペース、エアコン、オーディオも備わらない。
シートベルトは標準で4点式、ハンドル位置は左が基本だが右も選択できる。シートは固定でステアリングとペダルをスライドしてポジションを合わせるフォーミュラ式の構造を採用している。またサスペンションアームはフォーミュラカー同様の構造を持ち、クラッシュ時に折れてホイールが外れて衝撃を分散させるように先端が薄く作られている。
当初KTMでは年産500台を計画していたが、想定以上の受注を抱えたため、グラーツ近郊に新たな工場を建設し、年産1,000台体制をとることになった。
当初日本国内においては1995年から株式会社ズームが統括代理店契約を行っていたが、日本での販売数が年間数台 - 10台程度と伸びなかったことなどから、現在はVTホールディングスグループのエスシーアイ株式会社も窓口をつとめるようになった。
2022年には500馬力のアウディ製2.5L直列5気筒直噴ターボエンジンを搭載し、プロトタイプレーシングカーの外観にインスパイアを受けた「GT-XR」グレードも発表している。

## グレード

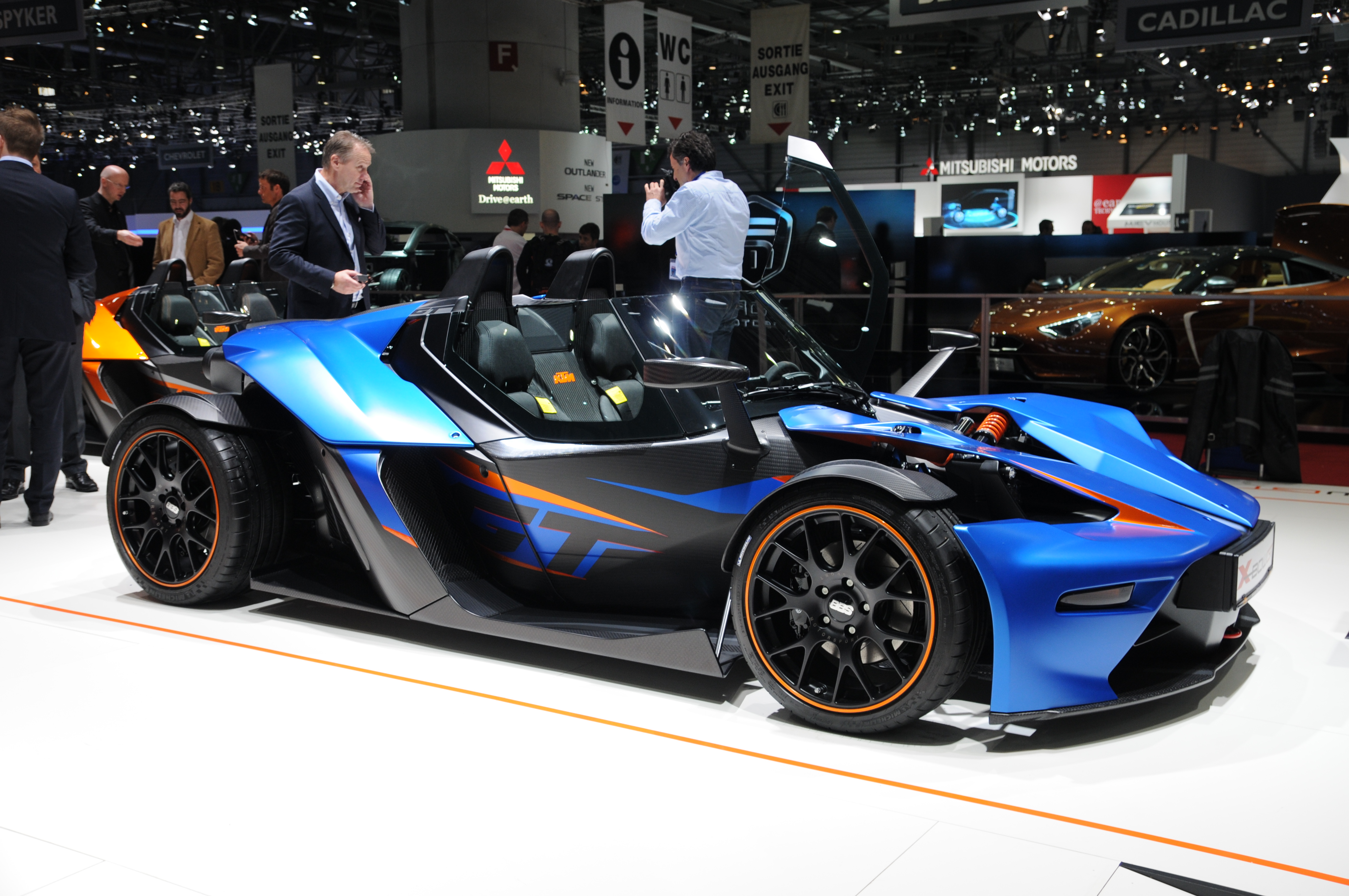
X-Bow GT

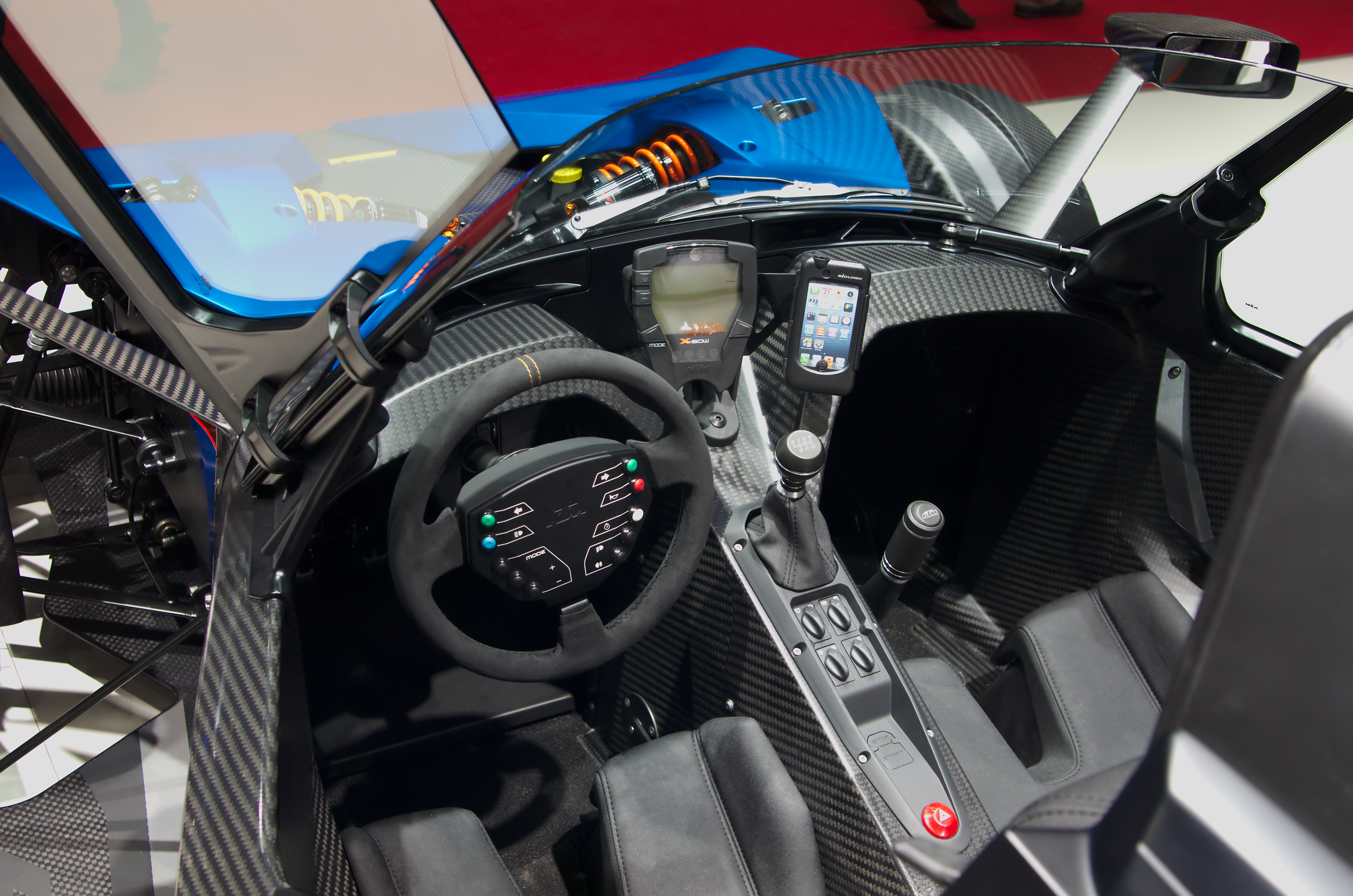
X-Bow GTのコックピット

2008年の発売以来、「ストリート」、「クラブスポーツ」、「スーパーライト」、「GT4」、「ROC」の計5グレードで展開していたが、2011年モデルより、ベースグレード比60PSアップの限定車として「R」を設定。これに伴い、「スーパーライト」、「GT4」、「ROC」については廃止された。
- ストリート

クロスボウの標準仕様グレード。
- クラブスポーツ

サーキット走行向けに最適化されたグレード。
公道走行時には一部のパーツを外す必要がある。
- R

新型エンジン（最大出力300PS、最大トルク400Nm）を得たハイパワーグレード。
- R ロードパッケージ

80台限定。
- GT

フロント＆サイドスクリーンを装備した快適仕様のモデル。エンジンはトルク重視のセッティング。

## レーシングカー仕様

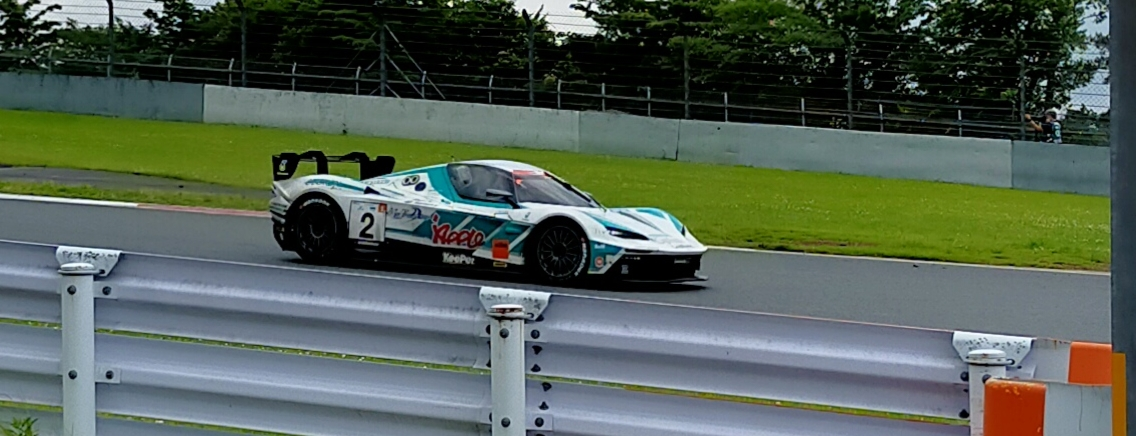
富士24時間のシンティアム・アップル・KTM

2016年からグループGT4規定に則って改造された、レーシングカー仕様も販売されている。
日本では2019年からカーズ東海ドリーム28がスーパー耐久のST-Zクラス（2020年まではST-1クラス）で使用している。2021年富士24時間レースではクラス優勝の上総合でも2位を獲得した。
2020年にグループGT2仕様もデリバリーが開始された。

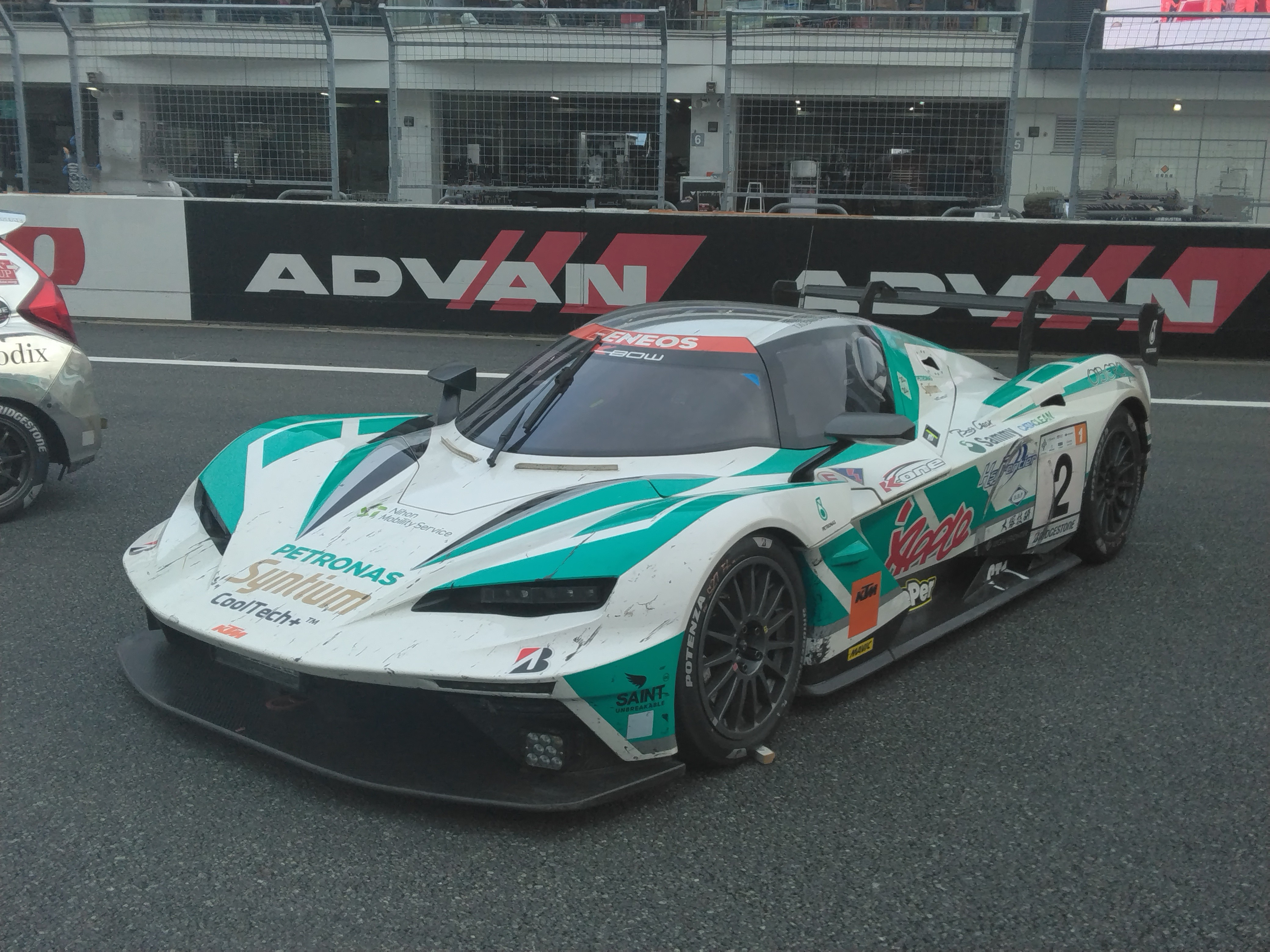
2025年富士24時間レース後のグリッドウォークにて

## 受賞歴
- トップ・ギア 2008年スポーツカー・オブ・ザ・イヤー[5]